# L'Albatros (film)
Pour les articles homonymes, voir Albatros.
Pour plus de détails, voir Fiche technique et Distribution.
L'Albatros est un film français réalisé par Jean-Pierre Mocky, sorti en 1971.

## Synopsis
Prisonnier en fuite, Stef Tassel enlève Paula Cavalier, la fille d'un politicien en campagne électorale. Paula s'attache à son ravisseur (syndrome de Stockholm). Le film raconte leur cavale et fustige la corruption des mœurs en politique.

## Fiche technique
- Titre : L'Albatros
- Réalisation : Jean-Pierre Mocky
- Scénario : Jean-Pierre Mocky, Claude Veillot, Raphaël Delpard
- Dialogues : Claude Veillot
- Assistants réalisateur : Luc Andrieux, Léonard Guillain, Francis Hylari, Jean-Marie Ghanassia, Francis Guesweiller et Iosko Hétérovitch
- Images : Marcel Weiss
- Opérateur : Paul Rodier, assisté de Christian Dupré
- Son : Séverin Frankiel
- Musique : Léo Ferré
- Montage : Marie-Louise Barberot, assistée de Françoise Merville, Annie Baronnet et Martine Barraqué
- Décors : Jacques Flament, Jacques Dor
- Scripte-girl : Lydie Mahias
- Régisseur général : Jean Guerpette
- Photographes de plateau : Roger Corbeau, Roger Forster
- Cascades : Michel Norman
- Production : Balzac Films, Profilm, Belstar Production
- Directeur de production : Marcel Mossotti
- Producteur délégué : Jacques Dorfmann, Frédéric Dorfmann
- Distribution : Corona
- Tournage à partir du 6 janvier 1971 dans les studios Eclair à Épinay-sur-Seine et les extérieurs à Sarreguemines (Moselle) ainsi qu'en Alsace (Strasbourg, Wissembourg et Haguenau)
- Pellicule 35 mm, couleur
- Genre : thriller
- Durée : 92 minutes
- Date de sortie : 8 septembre 1971
- Visa d'exploitation CNC: 38220 : interdit-12ans

## Distribution
- Jean-Pierre Mocky : Stef Tassel, le prisonnier en fuite
- Marion Game : Paula Cavalier, la fille du président
- André Le Gall : Lucien Grim, le conseiller
- Paul Müller : Ernest Cavalier, le président
- R.J. Chauffard : Le commissaire Gaber
- Francis Terzian : Martial, le motard
- Jean-Marie Richier : Poirier, le motard
- Marcel Perès : Pierson
- Roger Lumont : Le pharmacien
- Jacques Lévy : Maître Beaudouin
- Michel Bertay : Mazeran
- Roger Corbeau : Hébrardt, le secrétaire général
- Michel Delahaye : Le directeur de la prison
- Mario Walter : Le capitaine de gendarmerie
- Rudy Lenoir : Le gardien du supermarché
- Robert Berri : L'ami du gardien
- Emmanuelle Clove : Une agresseuse de Paula
- Agostino Vasco : Un agresseur de Paula
- Dominique Zardi : Un agresseur de Paula
- Thérèse Aspar : Mme Pierson
- Pierre Durou : Le conducteur de la camionnette
- Raphaël Delpard : Un homme à la permanence de Cavalier à Burgshoffen (non crédité)
- Pierre Benedetti : Un homme de Cavalier
- Françoise Hekking : La clocharde à la gare
- Marcel Gassouk : L'abbé sur la route (non crédité)
- Edgar Vaum
- Séverin Frankiel
- Léonard Guillain
- Michel Norman
- Brigitte Staelhi
- Les majorettes et les habitants de Sarreguemines

## Autour du film
- Jean-Pierre Mocky est à la fois le réalisateur et l'acteur principal du film.
- Le film est dédié ainsi à Bourvil par Jean-Pierre Mocky : « À mon ami Bourvil, J.P.M. ». Bourvil devait par ailleurs jouer dans L'Albatros mais il est décédé d'un cancer (myélome multiple) en septembre 1970.
- La musique du film fut composée par Léo Ferré, qui notamment a mis en musique, le poème l'Albatros de Charles Baudelaire.
- Jane Fonda avait accepté le premier rôle féminin mais fut arrêtée par la police de Cleveland en novembre 1970 pour trafic de drogues. Remise en liberté sous caution, elle ne pouvait plus quitter le territoire américain. Elle fut remplacée par Marion Game.